# Bugatti Centodieci
A Bugatti Centodieci (olaszul "110") a francia Bugatti autógyártó által gyártott, korlátozott példányszámban megjelent középmotoros sportautó. Az autó a Bugatti EB110 előtt tiszteleg, és a Bugatti márka 110. születésnapját ünnepli. Leleplezésére 2019. augusztus 16-án került sor a "The Quail - A Motorsports Gathering" rendezvényen Kaliforniában, az Egyesült Államokban.
A Centodieci 20 kg-mal könnyebb, mint a Bugatti Chiron, és egy 8 000 köbcentiméteres (8,0 L; 488,2 köbcentiméter), négy turbófeltöltős W16-os motorral rendelkezik, amelynek teljesítménye 1176 kW (1600 LE; 1578 LE) 7000 fordulat/percnél. A Centodieci gyártása 10 darabra volt korlátozva, darabonként 8 millió eurós (2019-es árfolyamon kb. 10 millió dollár) áron.

## Tervezés
Az autó a Chironra épül, és olyan dizájnelemeket vesz át az EB 110-től, mint a gyémántra emlékeztető öt kerek légbeömlőnyílás és az ék alakú formanyelv. A fényszórók alatt található kis lópatkó hűtőrács szintén az EB 110-re emlékeztet. A LED-es nappali menetfénnyel és éles barázdákkal ellátott keskeny fényszórók agresszív megjelenést kölcsönöznek. A hátsó rész nyolc hátsó lámpából áll, valamint mattfekete négy kipufogócsőből, amelyek egy nagy diffúzor két oldalán helyezkednek el, kiegészítve egy alulra szerelt spoilerrel és egy rögzített, túlnyúló hátsó szárnnyal.  A hátsó résznek semmi köze az EB110-hez, inkább a Lamborghini Centenario LP-770-re emlékeztet a nagy diffúzor miatt. Szintén feltűnő a "Centodieci" felirat fekete alapon, oldalt az ajtók alatt.
Az erőforrása az EB110-hez hasonlóan egy átlátszó üvegfedélen keresztül látható. A motortér körül vezető lamellákat is elhelyeztek, amelyeket gyémánt alakban szereltek fel, hogy biztosítsák a hűtéshez szükséges elegendő levegő beáramlását. A számítógépes 3D-s tervezési technikák és a virtuális valóság technológia alkalmazásának köszönhetően a tervezőcsapat hat hónap alatt tudta elkészíteni a Centodieci tervezését. A Chironhoz képest a Centodieci az olajhűtő közelében egy további légbeömlővel és egy üvegből készült motortérfedéllel van ellátva. A karosszéria egyetlen elérhető színe a fehér, kivéve az első autót, amelyet ünnepélyesen 2022 júniusának közepén adták át, és a jellegzetes, intenzív kék színű festés különbözteti meg, utalva a klasszikus Bugatti EB110-esre az 1990-es évekből.
A gyártásba kerülés engedélyezése előtt több mint 50 000 km-t (31 100 mérföldet) teszteltek közutakon és versenypályákon -20 és 45 °C közötti hőmérsékleten, maximális mechanikai igénybevételnek téve ki, hogy biztosítsák az életképességét. A belső térben prémiumkék szövetek és anyagok sakktáblás mintázatai találhatók, amelyeken 16 hétig dolgoztak, beleértve egy napot, amelyet kizárólag az ülések felületének vizsgálatára szántak.

## Teljesítmény
A Centodieci 2,4 másodperc alatt gyorsul 0–100 km/h-ra (62 mph), 6,1 másodperc alatt 0–200 km/h-ra (124 mph) és 13,1 másodperc alatt 0–300 km/h-ra (186 mph), a végsebessége elektronikusan 380 km/h-ra (240 mph) van korlátozva, és önsúlya 1976 kg (4356 lb).
A nyolcliteres W16-os középmotor 1176 kW (1600 LE) teljesítményével több erőt ad le, mint a Chiron vagy a Divo. Egy kiegészítő légbeömlőnek köszönhetően az erősebb motor hőmérséklete továbbra is megbízhatóan szabályozható. A Centodieci 20 kg-mal könnyebb a Chironnál, többek között a könnyebb szélvédő-törlők és a szénszál-erősítésű műanyagból készült stabilizátoroknak köszönhetően. A Chironhoz képest további 90 kg (198,4 font) leszorítóerőt képes generálni. A hét ikerkeréktárcsák új kialakításúak, a piros féknyergek átmérője 20 hüvelyk (50,8 cm).

## Gyártás
A Centodieci-ből 10 darab készült az ügyfelek számára, emellett előszéria- és tesztautókat is gyártottak. A Centodieci-ket kézzel gyártották a Bugatti molsheimi gyárában, és 2022 júniusában kezdődtek meg a szállítások a vevőknek. 2022. december 19-én adták át a tizedik és egyben utolsó Bugatti Centodieci-t.

## Műszaki adatok
|                                    | Bugatti Centodieci                                  |
| ---------------------------------- | --------------------------------------------------- |
| Építési időszak                    | 06/2022–12/2022                                     |
| Henger/motor típus                 | 16/Kettős VR-Motor                                  |
| Lökettérfogat                      | 7993 cm³                                            |
| Motor töltés                       | 4db kipufogógáz turbófeltöltő regiszteres töltéssel |
| Maximális teljesítmény min −1 -nél | 1176 kW (1600 LE) 7050-7100 között                  |
| Maximális nyomaték min -1 -nél     | 1600 Nm 2250-7000 között                            |
| Hajtás                             | Összkerékhajtás                                     |
| Váltó                              | 7 sebességes duplakuplungos sebességváltó           |
| Saját tömeg                        | 1995 kg                                             |
| Teljesítmény/tömeg arány           | 1,13 kg (2,5 lbs)/hp                                |
| Maximális sebesség                 | 380 km/h                                            |
| Gyorsulás, 0–100 km/h              | 2,4 s                                               |
| Gyorsulás, 0–200 km/h              | 6,1 s                                               |
| Gyorsulás, 0–300 km/h              | 13,1 s                                              |
| Oldalirányú gyorsulás              | Több mint 1,6 G                                     |
| Üzemanyag fogyasztás, kombinált    | 21,5 l/100 km Super Plus                            |
| Üzemanyagtartály kapacitása        | 100 liter (26,4 galAm)                              |
| CO 2 kibocsátás, kombinálva        | 487g/km                                             |
| Kibocsátási szabvány               |                                                     |
| Alapár, netto                      | 8.000.000 €                                         |

## Galéria

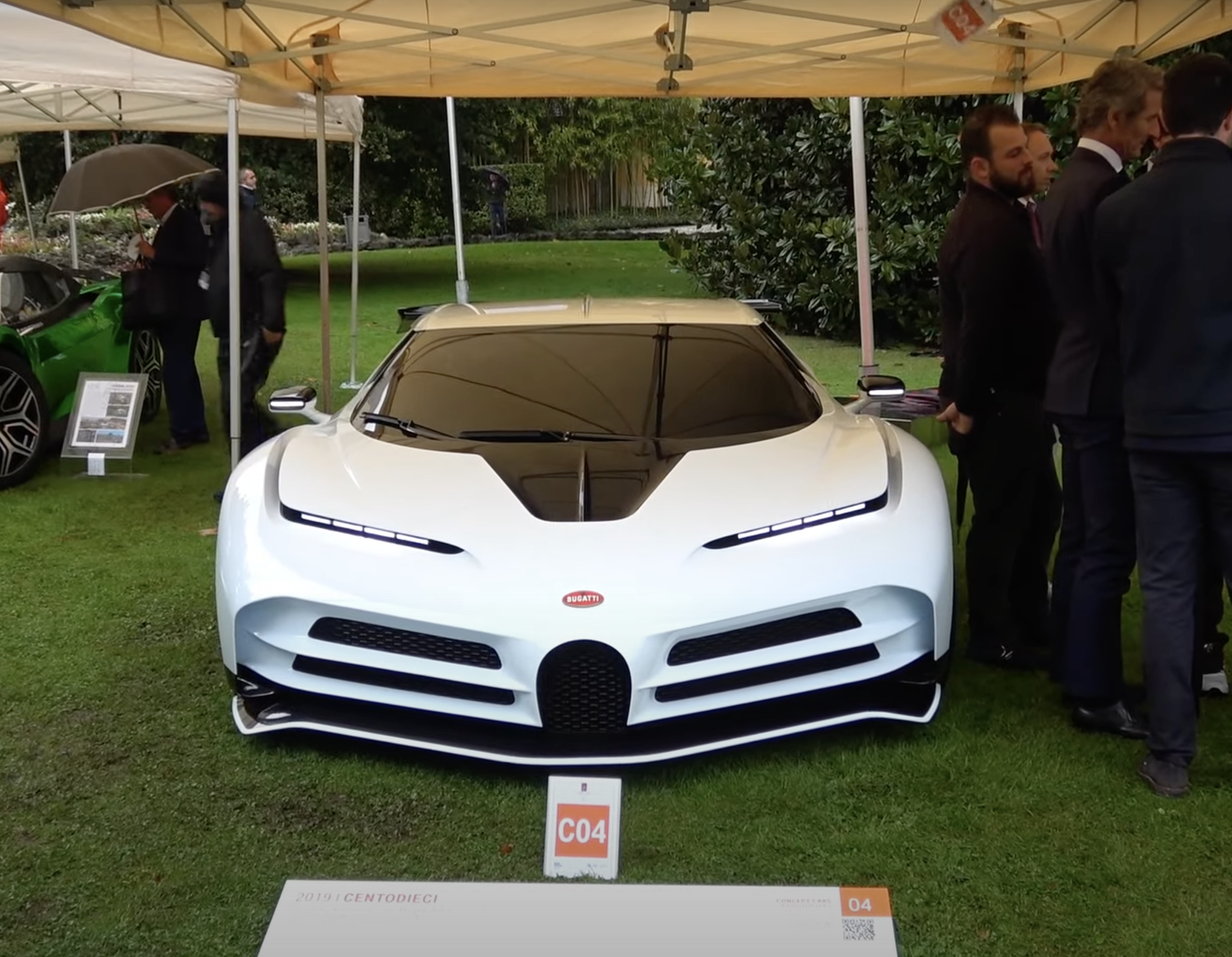
Eleje
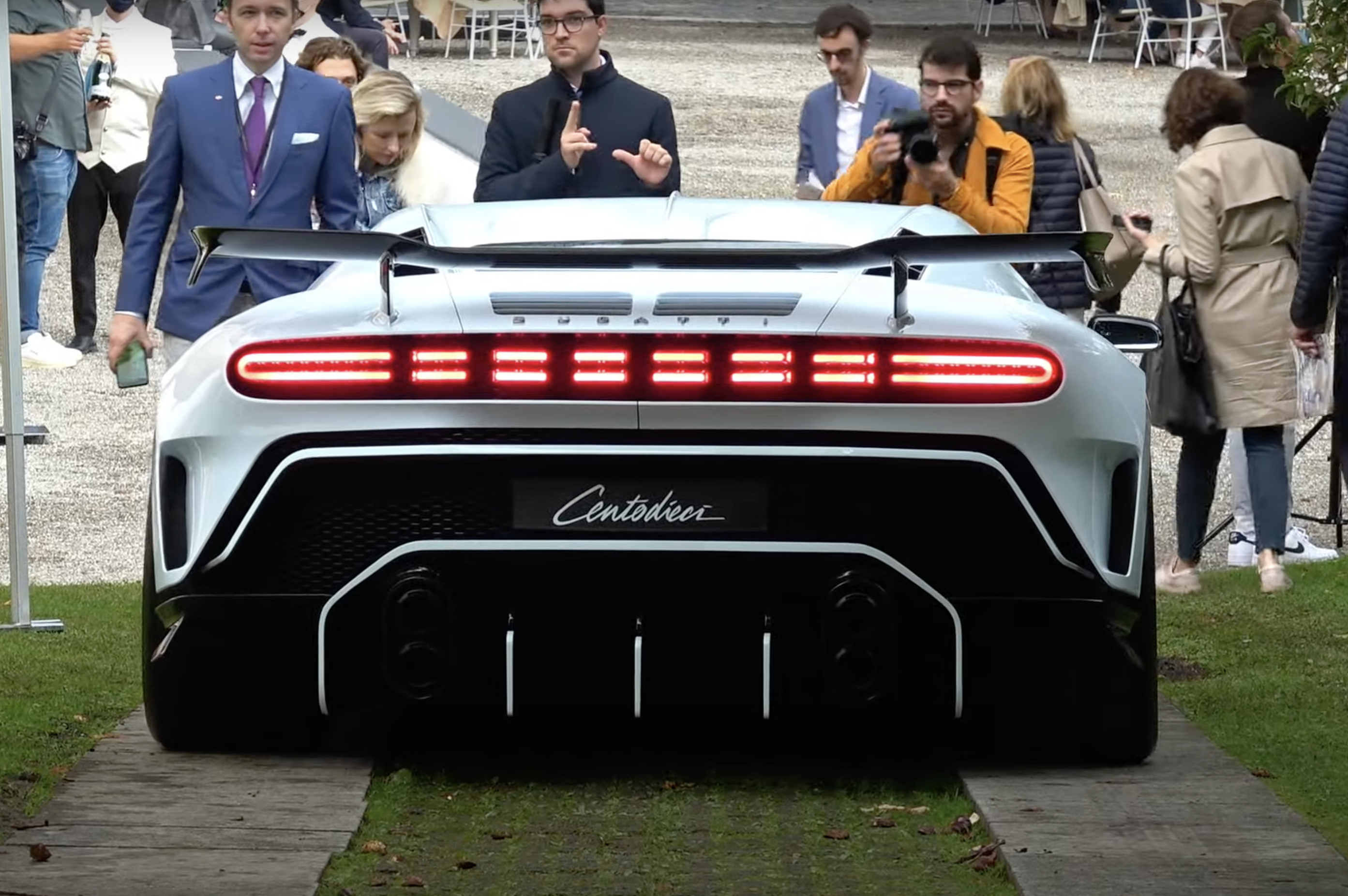
Hátulja
Oldalirányú nézet